# Siège de Pampelune (1521)
Pour les articles homonymes, voir Siège de Pampelune.
Sixième guerre d'Italie
Le siège de Pampelune de 1521, prélude à la sixième guerre d'Italie, permet à une armée franco-béarno-navarraise de prendre la ville, conquise par l’Espagne en 1512. L’armée française, sous les ordres d'André de Foix dit « Lesparre », qui reconquiert la Navarre pour le compte d’Henri d'Albret, prend Pampelune, le 19 mai 1521.
Le château résiste quelques jours de plus.

## Fait marquant
C'est lors de ce siège que le jeune Ignace de Loyola, le 20 mai 1521, subit plusieurs blessures graves, notamment lorsqu'un boulet de canon français le frappe à la jambe. Ses méditations, au cours de sa longue convalescence, le mettent sur le chemin de la conversion, et transforment le soldat en prêtre. Il allait fonder par la suite la Compagnie de Jésus (les jésuites).